# Natternstieliger Schleimfuß
Der ungenießbare Natternstielige Schleimfuß (Cortinarius trivialis) ist eine Pilzart aus der Familie der Schleierlingsverwandten (Cortinariaceae). Er hat einen gelb- bis olivbraunen und oft sehr schleimigen Hut und einen ebenfalls schleimigen und auffällig braun-genatterten Stiel. Er ist wie alle Schleierlinge ein Mykorrhizapilz, dessen gesellig wachsende Fruchtkörper man von Juli bis Oktober in Laubwäldern finden kann.

## Merkmale

### Makroskopische Merkmale
Der Hut ist 4–10 (12) cm breit, jung halbkugelig, dann gewölbt bis ausgebreitet und oft stumpf gebuckelt. Die glänzende und meist sehr schleimige Oberfläche ist gelbbraun bis rotbraun oder olivgelb bis ockergelb gefärbt, die Mitte ist meist etwas dunkler. Bei Regenwetter ist die Schleimauflage dick aufgequollen und tropft vom Hutrand herab. Junge Fruchtkörper haben einen lange eingerollten oder nach innen gebogenen Hutrand, der stets ungerieft bleibt.
Die zumindest anfangs gedrängt stehenden Lamellen sind ausgebuchtet am Stiel angewachsen und oft mit Zwischenlamellen untermischt. Jung sind sie blass und haben einen leichten Lilaton, später sind sie durch das rostbraune Sporenpulver zimt- bis rostbraun gefärbt.
Der feste und ebenfalls sehr schleimige Stiel ist 5–12 cm lang und 1–2 cm breit und an der Stielbasis oft leicht spindelig. Die Stielspitze ist weißlich, mit seidigen, hellen, später bräunlichen Schleierresten, darunter ist der Stiel gelblicholiv bis bräunlich gegürtelt oder genattert.
Das feste Fleisch ist blassgelb, in der Stielspitze oft etwas bläulich und in der Basis bräunlich. Es hat keinen besonderen Geruch und schmeckt fade bis bitterlich.

### Mikroskopische Merkmale
Die schlank mandelförmigen, fein warzigen Sporen sind 10–15 µm lang und 7–8 µm breit, Cheilozystiden fehlen.

## Artabgrenzung
Der sehr veränderliche Natternstielige Schleimfuß ist in erster Linie durch seinen bräunlichen, durch den Schleim auffallend genatterten Stiel gekennzeichnet. Ältere Exemplare des Blaustiel-Schleimfußes (Cortinarius collinitus) können mitunter recht ähnlich aussehen.

## Ökologie
Der Natternstielige Schleimfuß ist hauptsächlich bei Laubbäumen zu finden. Seine wichtigsten Wirte sind Rotbuchen, Birken, Eichen, Zitterpappeln und Weiden. Die Fruchtkörper erscheinen meist gesellig von Juli bis Oktober in Laubwäldern. Er wächst besonders gern auf lehmigen oder kalkhaltigen Böden. Im Bergland ist die Art sehr verbreitet und recht häufig, im Flachland ist sie wohl seltener.

## Verbreitung

Europäische Länder mit Fundnachweisen des Natternstielign Schleimfußs.
Legende:
grün = Länder mit Fundmeldungen
cremeweiß = Länder ohne Nachweise
hellgrau = keine Daten
dunkelgrau = außereuropäische Länder.

Der Pilz kommt in Nordamerika (Kanada, USA), Asien (Japan, Mongolei) und Europa vor. Man findet die weit verbreitete und recht häufige Art nahezu überall ihn Europa. In Norwegen reicht sein Verbreitungsgebiet nordwärts bis zum 70. Breitengrad.

## Bedeutung
Der Natternstielige Schleimfuß ist kein Speisepilz.